# フラッシロンゴ
フラッシロンゴ（イタリア語: Frassilongo、モケーニ語: Garait）は、イタリア共和国トレンティーノ＝アルト・アディジェ州トレント自治県にある、人口約300人の基礎自治体（コムーネ）。
ドイツ語系の少数言語であるモケーニ語の話者が多数を占めるコムーネのひとつである。

## 地理

### 位置・広がり
トレント自治県南東部に位置するコムーネ。ペルジーネ・ヴァルスガーナから東北東へ6km、県都トレントから東へ14kmの距離にある。

#### 隣接コムーネ
隣接するコムーネは以下の通り。
- フィエロッツォ
- レーヴィコ・テルメ
- ノヴァレード
- ペルジーネ・ヴァルスガーナ
- ロンチェーニョ
- サントルソラ・テルメ
- ヴィニョーラ＝ファレージナ

## 行政

### Comunita di valle
トレント自治県が設置した広域行政組織 Comunita di valle "Comunita Alta Valsugana e Bersntol" （事務所所在地: ペルジーネ・ヴァルスガーナ）に属する。

## 文化

### 言語
| 少数言語話者の割合（2011年） | 少数言語話者の割合（2011年） | 少数言語話者の割合（2011年） | 少数言語話者の割合（2011年） | 少数言語話者の割合（2011年） |
| ---------------------------- | ---------------------------- | ---------------------------- | ---------------------------- | ---------------------------- |
|                              |                              |                              |                              |                              |
| ラディン語                   | ラディン語                   |                              | 0.0%                         | 0.0%                         |
| モケーニ語                   | モケーニ語                   |                              | 83.3%                        | 83.3%                        |
| チンブロ語                   | チンブロ語                   |                              | 0.0%                         | 0.0%                         |

フラッシロンゴは、フィエロッツォ、パルー・デル・フェルシーナとともに、モケーニ語母語話者が多数を占めるコムーネである。
2011年10月9日に行われた国勢調査によれば、住民323人中269人（83.3%）がモケーニ語話者であった。話者数においてはフィエロッツォに次ぎ第2位、人口比率においてはパルー・デル・フェルシーナ、フィエロッツォに次いで第3位のコムーネである。

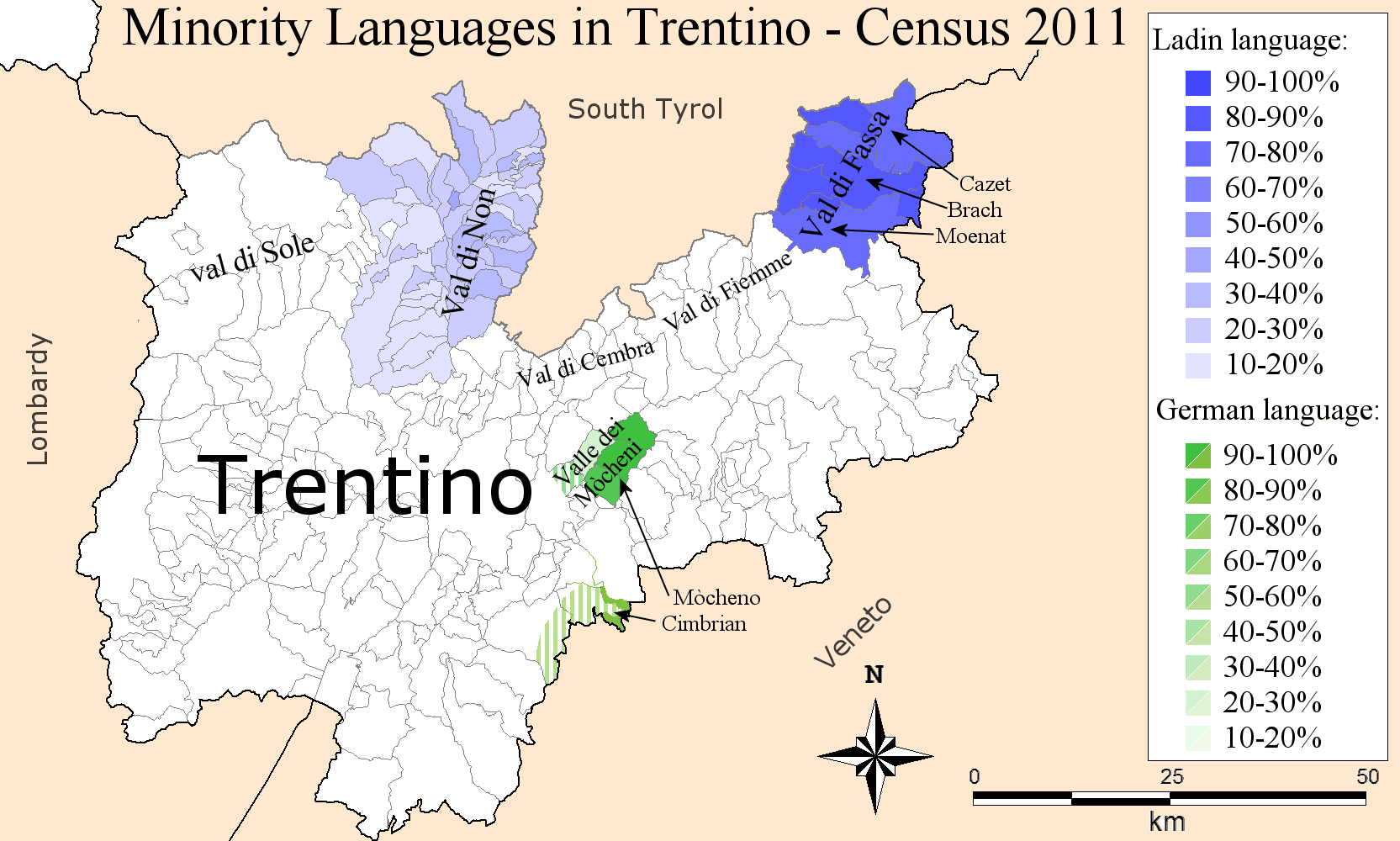
トレント自治県におけるモケーニ語の分布（中央部の緑）